# 打吹駅
打吹駅（うつぶきえき）は、鳥取県倉吉市明治町にあった、日本国有鉄道（国鉄）倉吉線の駅（廃駅）である。倉吉線の廃線に伴い、1985年（昭和60年）4月1日に廃駅となった。
倉吉線の中心かつ倉吉市市街地の中心駅として機能しており、当駅発着の区間列車も多く設定されていた。

## 歴史
- 1912年（明治45年）6月1日：倉吉軽便線開業時に、倉吉駅（くらよしえき、2代目）として開業[1]。
  - 初代倉吉駅である山陰本線の駅は、同年5月1日に上井駅に改称していた。
- 1972年（昭和47年）1月10日：打吹駅に改称[1]。
  - この後、同年2月14日に上井駅は倉吉駅（3代目、現存）に改称した[2]。
- 1983年（昭和58年）12月31日：車扱貨物の取り扱いを廃止[1]。
- 1984年（昭和59年）2月1日：チッキの取り扱いを廃止[1]。
- 1985年（昭和60年）4月1日：倉吉線の全線廃止に伴い、廃駅となる[1]。

## 駅構造
単式ホーム1面1線と島式ホーム1面2線、合計2面3線のホームを有していた地上駅。構内南側の単式ホームに接して駅舎があり、その西側には有蓋車用の貨物ホーム1面1線と留置線1線があった。また、島式ホームの北側にも留置線が1線あった。

## 駅周辺
- 倉吉市役所
- 打吹山 - 当駅の駅名の由来。天女伝説で知られる。かつて打吹城も存在した。
- 打吹公園 - 日本の都市公園100選
- 打吹玉川 - 重要伝統的建造物群保存地区
- 大社湯
- マルワプロマート倉吉店
- 鳥取県道205号木地山倉吉線
- 日交バス「赤瓦・白壁土蔵」停留所

## 跡地
線路・駅舎・プラットホームとも全て撤去され、歩行者・自転車専用道や駐車場に整備されている。駅前通りだった市道仲ノ町明治町2丁目線は、かつての駅構内を横断する形で線路の北側を並行する県道312号に延伸・接続している。この道路沿いに、倉吉線鉄道記念館と静態保存されているC11形蒸気機関車がある。

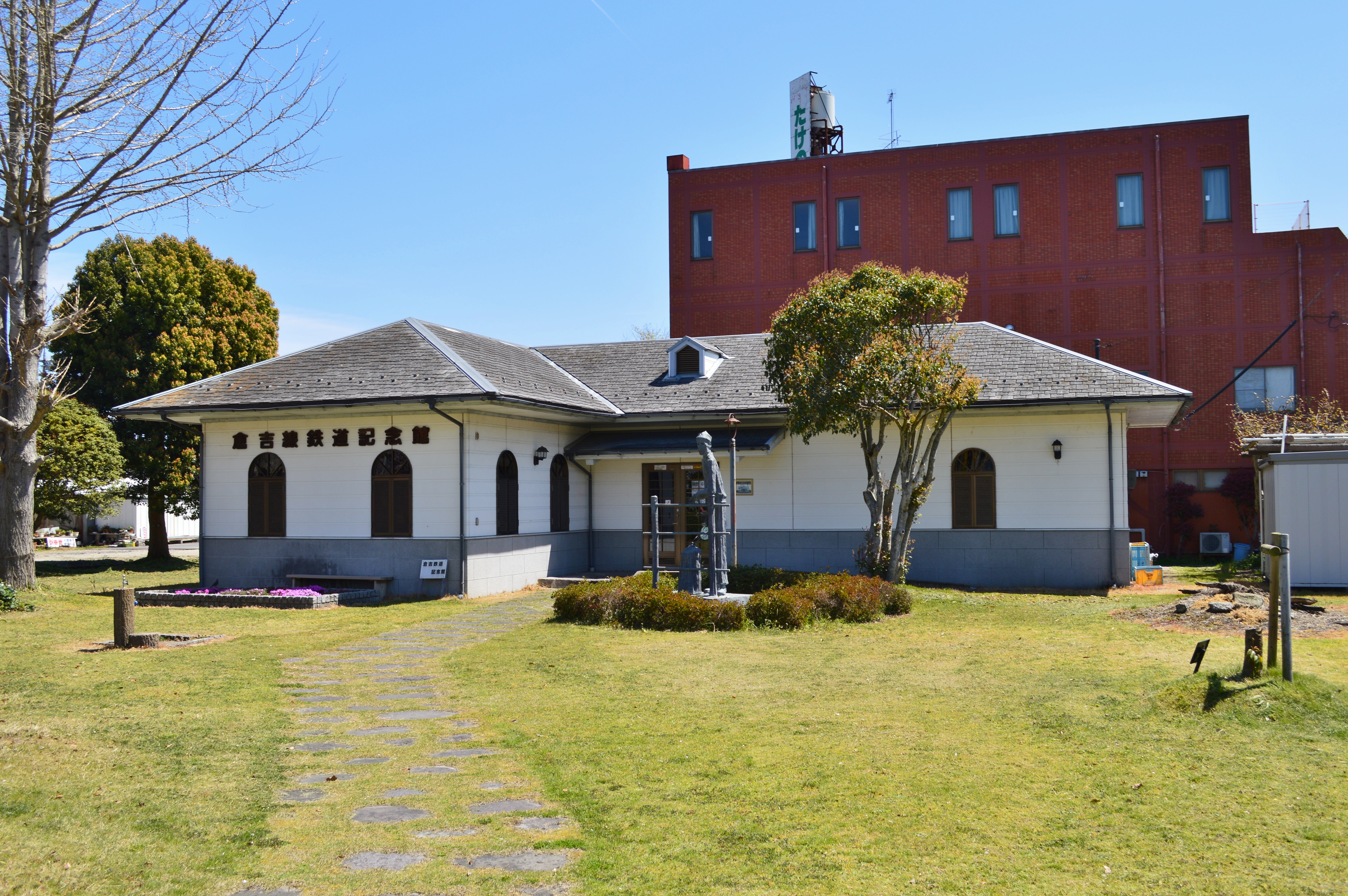
倉吉線鉄道記念館（2019年4月）
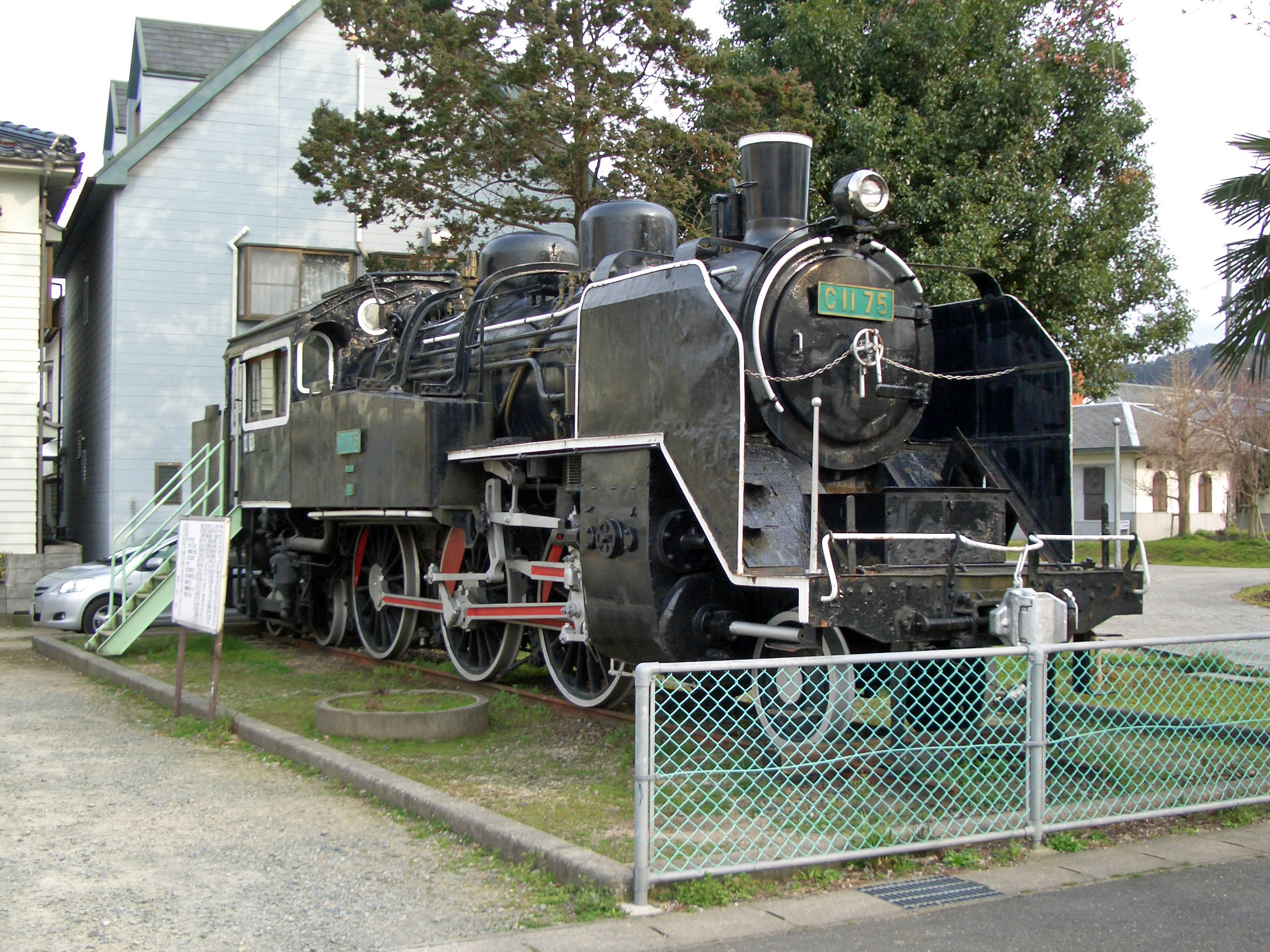
静態保存されているC11 75号機
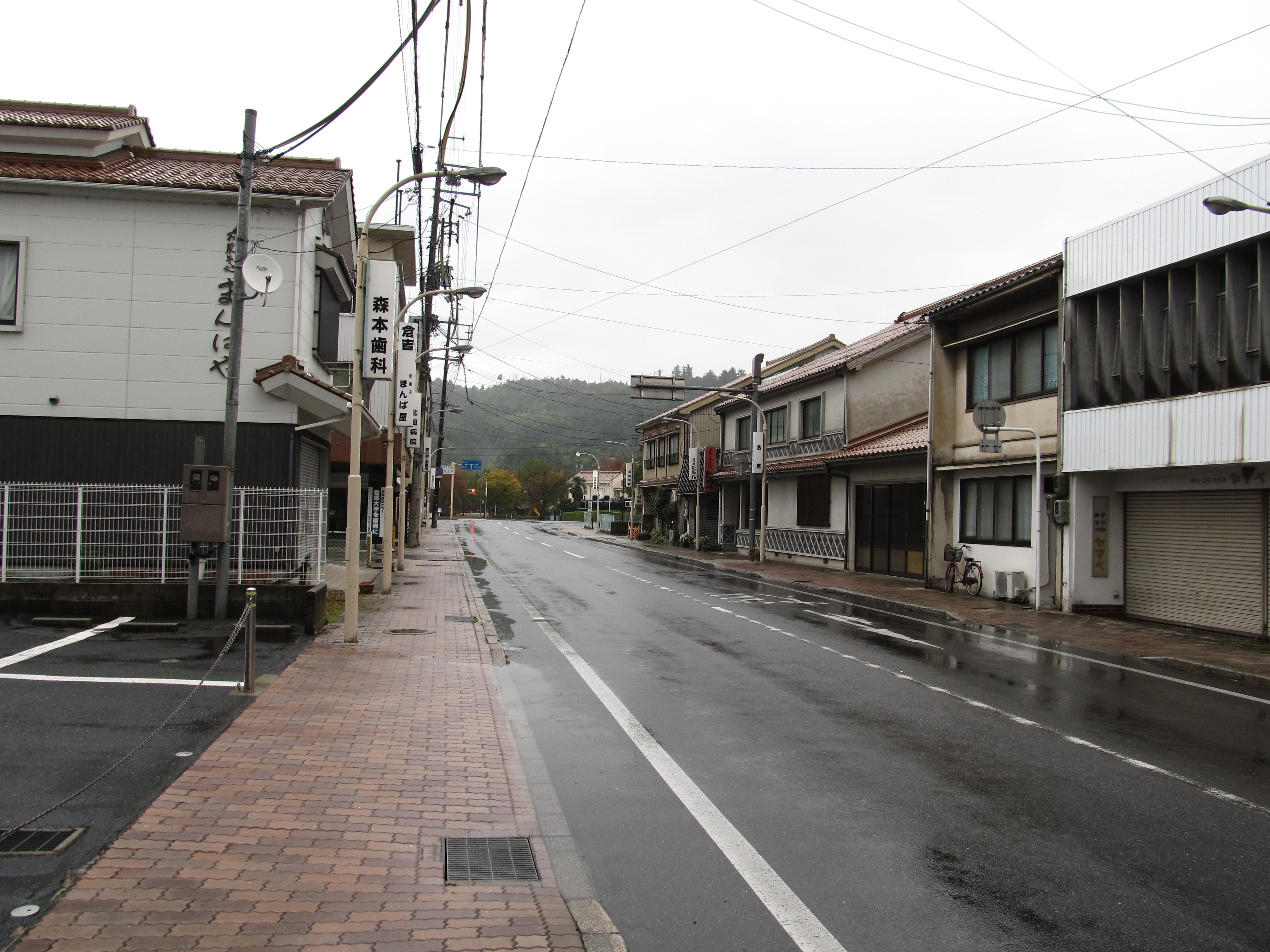
倉吉市道仲ノ町明治町2丁目線。かつては打吹駅の駅前通りだった。

## 隣の駅
日本国有鉄道
倉吉線
上灘駅 - 打吹駅 - 西倉吉駅